# Flash (Lied)
Flash (auch genannt Flash’s Theme) ist ein Lied von Queen aus dem Jahr 1980, das von Brian May geschrieben und von ihm sowie Reinhold Mack produziert wurde. Es erschien auf dem Soundtrackalbum zum Film Flash Gordon.

## Geschichte
Von diesem Rocksong gibt es von Queen zwei Versionen: Die Albumversion, die ganze Dialoge der ersten Szenen des Filmes enthält und die Singleversion, die Sätze aus verschiedenen Szenen enthält. Letztere ist weltweit bekannter. Insbesondere ist auch der Ausruf „Gordon’s alive!?“ (zu Deutsch: „Gordon ist noch am Leben!?“) gesprochen von Brian Blessed (der im Film Prinz Vultan spielt) bekannt, den man bei den Songverhörern als „Gurkensalat“ missverstehen kann. Die Singlefassung ist auch in den Greatest Hits von 1981 enthalten.
Flash wird im Duett von Freddie Mercury und Brian May gesungen, für den Hintergrundgesang ist Roger Taylor zuständig. May spielt im Song auch alle Instrumente. Er nutzt ein Piano von Imperial Bösendorfer (mit 97 Tasten, statt 88 mit einer zusätzlichen Oktave im niedrigen Bereich), ein Oberheim OBX synth (das er auch im Video spielt) und auch seine eigene Red-Special-E-Gitarre.
Die Veröffentlichung erfolgte am 24. November 1980. Während das Lied es in den Vereinigten Staaten noch in die Top-50 der Charts schaffte, war es in Europa deutlich erfolgreicher (vor allem in Österreich auf Platz 1). In der Folge Nicht alle Hunde kommen in den Himmel von Family Guy, im Film Die Eisprinzen sowie in Werbespots zum Blackberry Playbook und zu Clash Royale konnte man den Song hören. Als Eröffnungssong wurde das Lied bei der Formel-1-Weltmeisterschaft 2007 verwendet und von den Sportmannschaften Miami Heat (NBA) und Philadelphia Phillies (MLB) genutzt.
Google verwendete den Song in einem Werbespot für die NightSight-Funktion seines Smartphones Pixel 3.

## Musikvideo
Gedreht wurde das Musikvideo im November 1980 in den Anvil Studios London unter der Regie von Donald Norman. Im Video spielt die Band das Lied, begleitet von Szenen aus dem Film Flash Gordon. Das Video war 2011 auf iTunes erhältlich.

## Coverversionen
- 1988: Royal Philharmonic Orchestra
- 1988: Public Enemy (Terminator X to the Edge of Panic)
- 1999: The Locust
- 2003: Vanguard feat. Queen
- 2007: Louis XIV